# Суворов, Владимир Иванович
Владимир Иванович Суворов (22 июня 1925, Калязин, Кашинский уезд, Тверская губерния, РСФСР, СССР — 13 августа 2004 года, Кропивницкий, Украина) — командир отделения взвода пешей разведки 901-го стрелкового полка, младший сержант — на момент представления к награждению орденом Славы 1-й степени.

## Биография
Родился 22 июня 1925 года в городе Калязин (ныне — Тверской области). Член ВКП(б)/КПСС с 1945 года.
Окончил 10 классов Калязинской средней школы № 5.
В январе 1943 года призван в Красную Армию. Прошёл обучение на сапёра. В июле 1943 года направлен во взвод пешей разведки 901-го стрелкового полка 245-й стрелковой дивизии. Воевал на Северо-Западном фронте. Участвовал в боях под Старой Руссой. Неоднократно выполнял задания в качестве сапёра и в составе групп поиска.
В октябре 1943 года дивизия была переброшена в район города Пустошка. Командир отделения взвода пешей разведки 901-го стрелкового полка младший сержант Суворов с разведывательной группой 17 декабря 1943 года юго-восточнее города Пустошка проник в расположение противника, гранатами и огнём из автомата истребил пулемётный расчёт. Когда, захватив пленного, группа начала отходить, противники попытались преградить ей путь. Суворов с четырьмя разведчиками отбросил окружавшего противника, что позволило группе уйти к своим. Приказом командира 245-й стрелковой дивизии от 7 января 1944 года за мужество, проявленное в боях с врагом, младший сержант Суворов награждён орденом Славы 3-й степени.
В июле 1944 года дивизия совершила марш в Гдовский район Псковской области и в составе 54-й армии 3-го Прибалтийского фронта участвовала в Псковско-Островской операции. В ночь на 21 июля Суворов, находясь в тылу врага, ворвался в деревню Подлипье и захватил вражескую штабную автомашину с ценными документами. На обратном пути при столкновении с группой противника уничтожил четырёх вражеских солдат. Приказом по 54-й армии от 9 августа 1944 года младший сержант Суворов награждён орденом Славы 2-й степени.
В дальнейшем он участвовал в Тартуской и Рижской наступательных операциях, боях по блокированию курляндской группировки противника. В январе 1945 года 245-я стрелковая дивизия переброшена в Польшу на 1-й Украинский фронт и в составе 59-й армии участвовала в Сандомирско-Силезской операции. 20 января 1945 года младший сержант Суворов одним из первых ворвался в город Краков и убил четырёх немцев, в одном из домов гранатой подорвал пулемёт вместе с расчётом, за что был награждён орденом Отечественной войны 2-й степени.
29 января 1945 года Суворов во главе группы разведчиков скрытно переправился через реку Одер в 30 километрах западнее города Глейвиц, внезапно атаковал противника, захватил два вражеских пулемёта и, уничтожив более 50 солдат и офицеров, удержал занятый рубеж, создав условия для форсирования реки полком. В бою был ранен, но остался в строю. Представлялся к званию Героя Советского Союза.
Указом Президиума Верховного Совета СССР от 10 апреля 1945 года младший сержант Суворов Владимир Иванович награждён орденом Славы 1-й степени.
К февралю 1945 года он имел на своём счету 17 «языков». Войну закончил в Чехословакии. В 1950 году старшина Суворов демобилизован. Жил в городе Кировоград. В 1953 году заочно окончил 3 курса Кировоградского государственного педагогического института, в 1957 году — исторический факультет Донецкого педагогического института. Работал в Кировоградском горкоме партии. Был председателем партийной комиссии. Подполковник запаса. Участник Парада на Красной площади в Москве 9 мая 1985 года.
Умер 13 августа 2004 года в город Кропивницкий Украина. Похоронен в пантеоне Вечной Славы в городе Кропивницкий.
Награждён орденами Отечественной войны 1-й и 2-й степени, Трудового Красного Знамени, Славы 1-й, 2-й и 3-й степени, медалями.